# Please, Don't Touch Anything
Please, Don't Touch Anything, después relanzado como Please, Don't Touch Anything: Classic en Nintendo Switch en Europa y Norteamérica, es un videojuego de lógica desarrollado por el estudio ruso independiente Four Quarters y publicado por Bulkypix y Plug In Digital. Fue lanzado el 26 de marzo de 2015 en Steam para Windows, Mac OS X y Linux, y el 21 de octubre de 2015 para iOS. Hubo una versión de realidad virtual, Please, Don't Touch Anything 3D, que fue codesarrollado con Escalation Studios y lanzado el 7 de diciembre de 2016 en Steam para Windows y Mac OS X. Una versión mejorada de Please, Don't Touch Anything fue lanzado para Nintendo Switch el 22 de noviembre de 2018 con gráficos actualizados y más soluciones.

## Jugabilidad
El jugador asume el control del personaje principal del videojuego, que está encerrado en un cuarto misterioso cuando su compañero va por un descanso al baño. Hay un panel de control al frente del jugador, que a pesar de tener órdenes de no tocarlo, se espera que esto interfiera con el progreso del videojuego. El jugador tiene que estudiar el póster de instrucciones en el cuarto para saber cómo manipular el panel. Diferentes combinaciones de acciones pueden desbloquear un gran número de finales diferentes.

## Trama
Los finales potenciales del videojuego varían desde humorísticos hasta el Ojo de la providencia mirando fijamente.

## Recepción
El videojuego recibió reseñas generalmente positivas según Metacritic.
Tyler Wilde de PC Gamer lo llamó una «pequeña caja de rompecabezas agradable» pero «no significativa», y dijo que deseaba que su narrativa fuera más «interesante», similar a videojuegos como Papers, Please o The Stanley Parable.
Rob Rich de Gamezebo dijo que el estilo artístico era «agradable», pero los acertijos eran «obtusos» y «casi no había nada de sustancia en la jugabilidad».
Alysia Judge de Pocket Gamer UK premio a la versión iOS el premio de plata del sitio web, diciendo que presentaba "un juego divertido en un paquete de pixel art ordenado"
Alysia Judge de Pocket Gamer UK otorgó a la versión iOS el Premio de Plata del sitio web, diciendo que presentaba «una jugabilidad divertida en un elegante paquete de pixel art».
Jed Whitaker de Destructoid dijo que la nueva versión de realidad virtual era un «robo» por el precio y que haría a los jugadores "reír y saltar".